# Valeriana celtica
Valeriana celtica är en kaprifolväxtart. Valeriana celtica ingår i släktet vänderötter, och familjen kaprifolväxter.

## Underarter
Arten delas in i följande underarter:
- V. c. celtica
- V. c. norica

## Bildgalleri

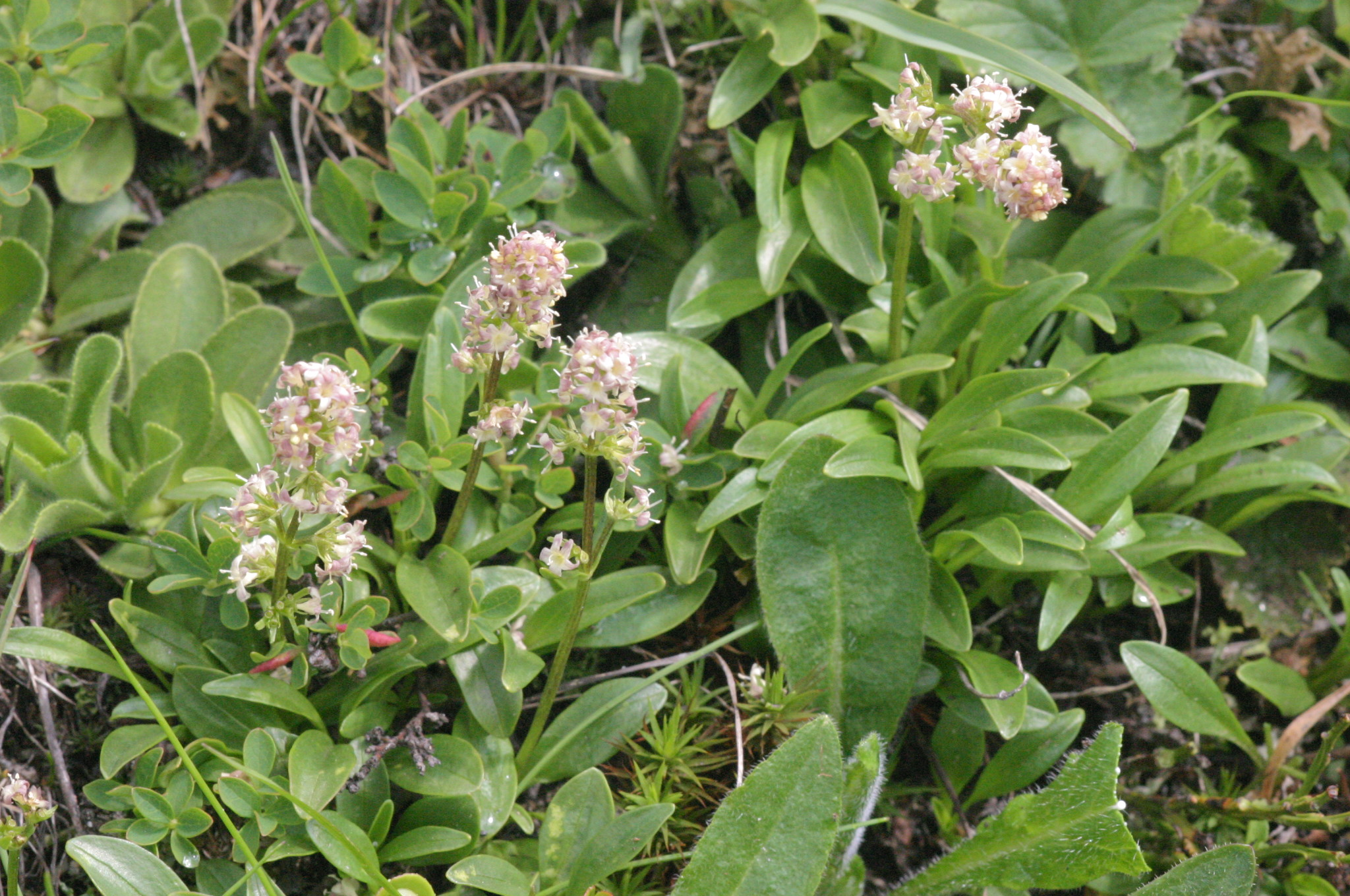
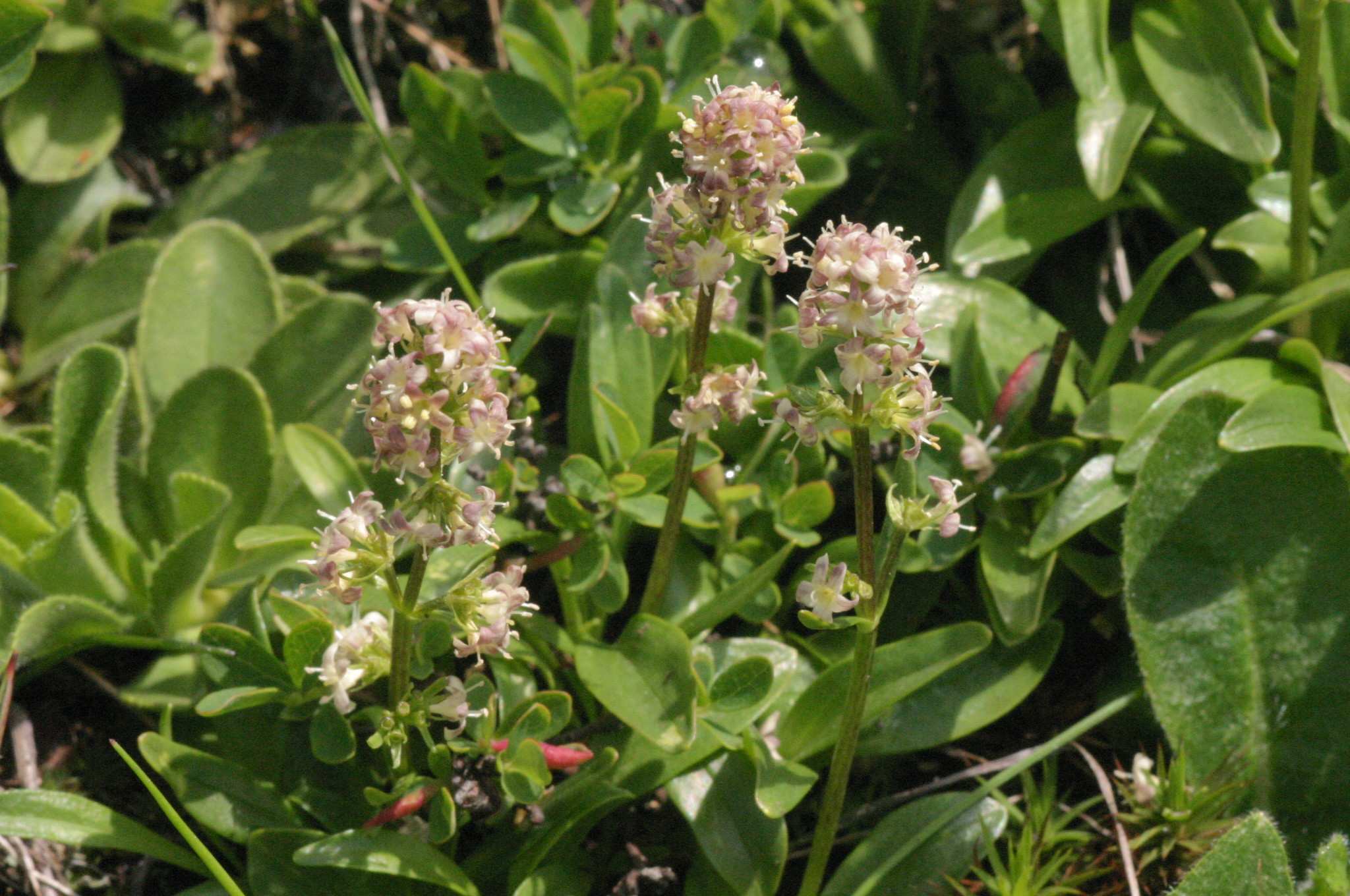
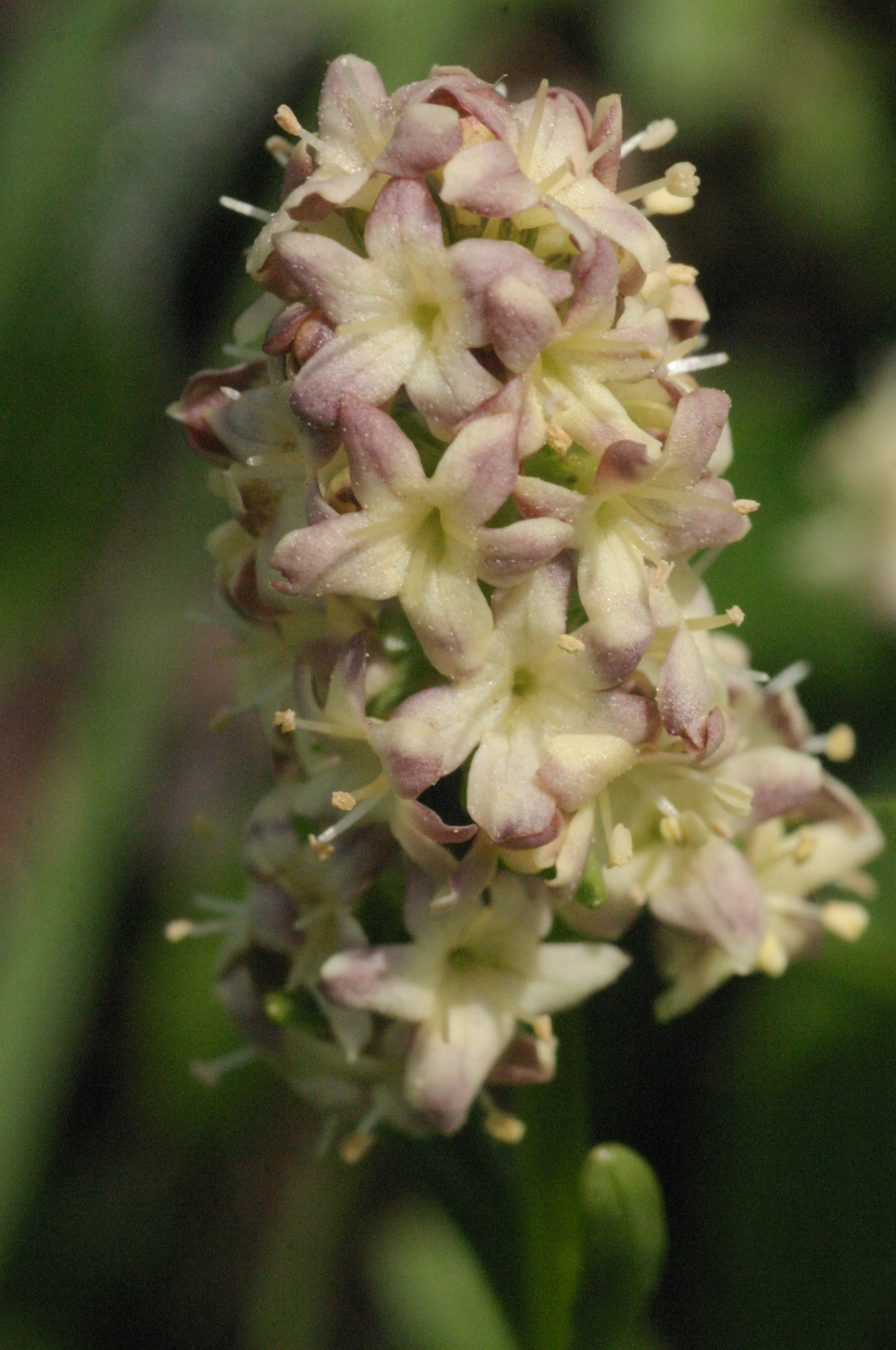
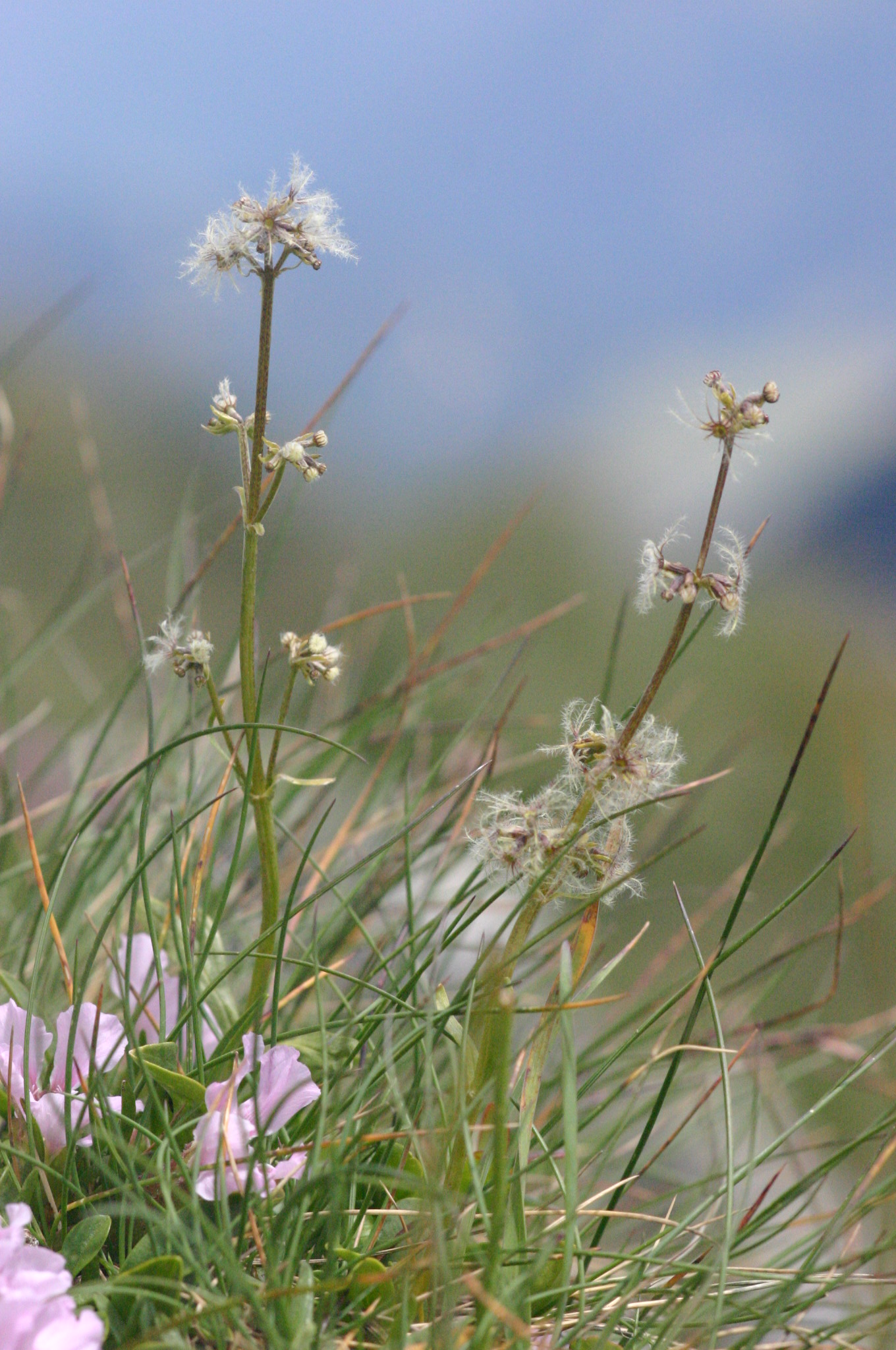
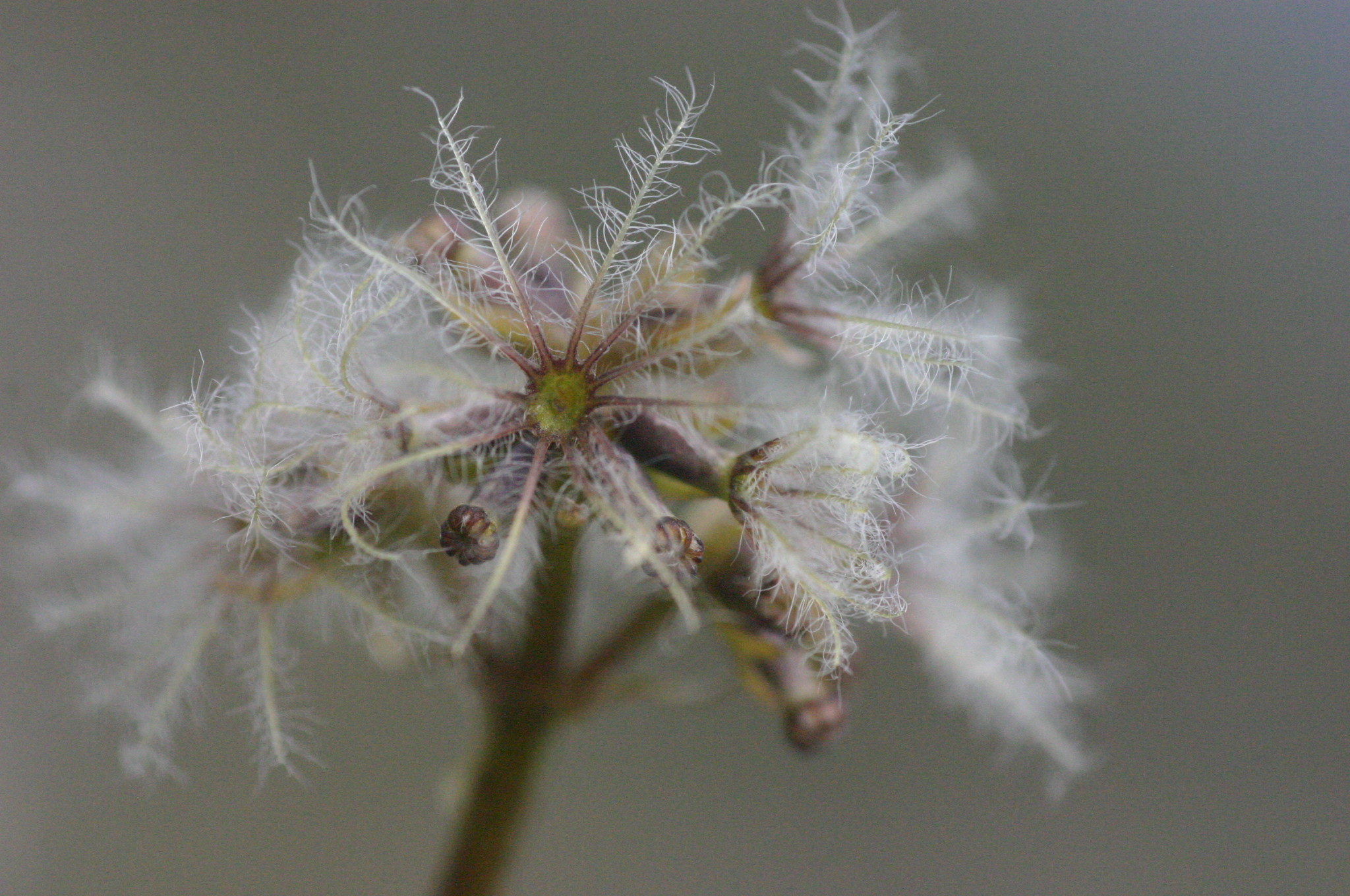
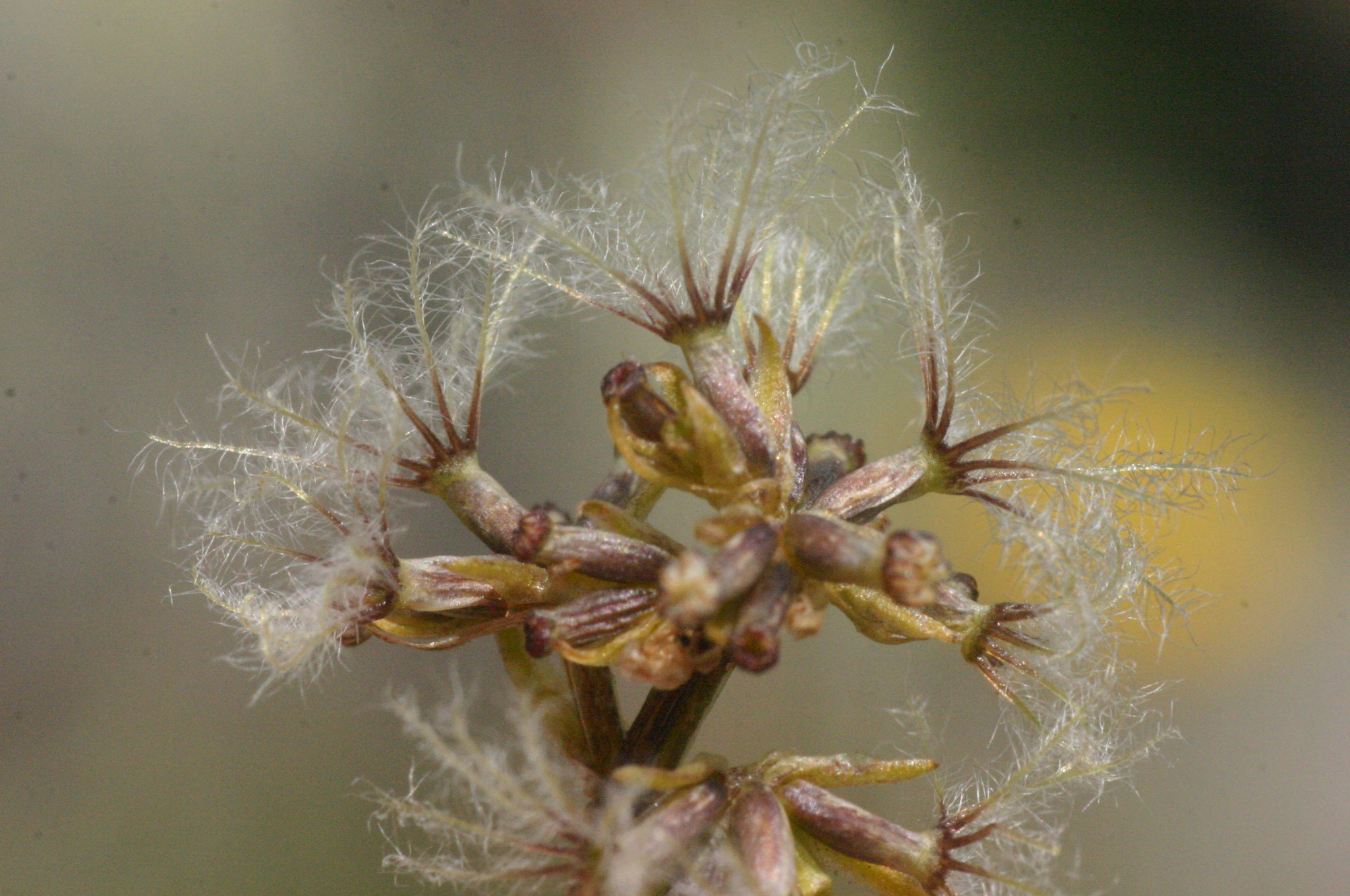